# Arroba (unidad de volumen)
Arroba (del árabe الربع ["ar-rub", la cuarta parte]). Antigua unidad de medida de volumen usada en España e Hispanoamérica.
Como medida de capacidad o volumen, la arroba se utiliza para medir líquidos; su valor varía dependiendo no solo de las zonas, sino también del propio líquido medido. Así, para el aceite, la arroba equivale a 11,5 kg o arroba de masa lo que equivale al volumen ocupado de la misma que es 12,563 litros, mientras que si se trata de medir vino su equivalencia es de 16,133 litros. La alfarería tradicional fabricaba recipientes específicos, como el cántaro arrobero.
Sigue siendo muy utilizada en zonas como Galicia, Andalucía, Extremadura, Región de Murcia, Castilla-La Mancha y zonas rurales de la Comunidad de Madrid, donde todavía es frecuente oír hablar de arrobas de vino"